# Hidrografia da Itália

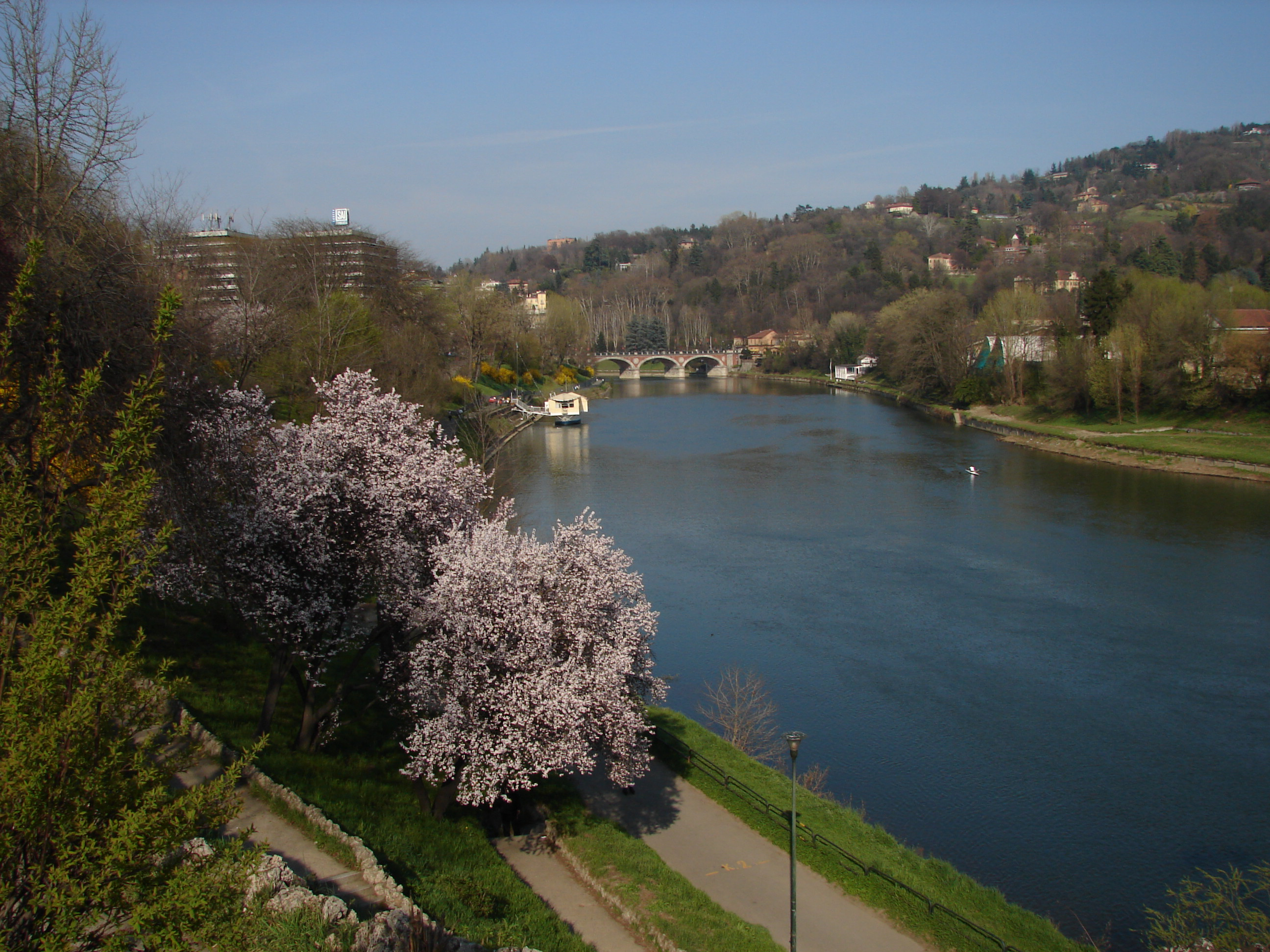
Rio Pó na região de Turim.

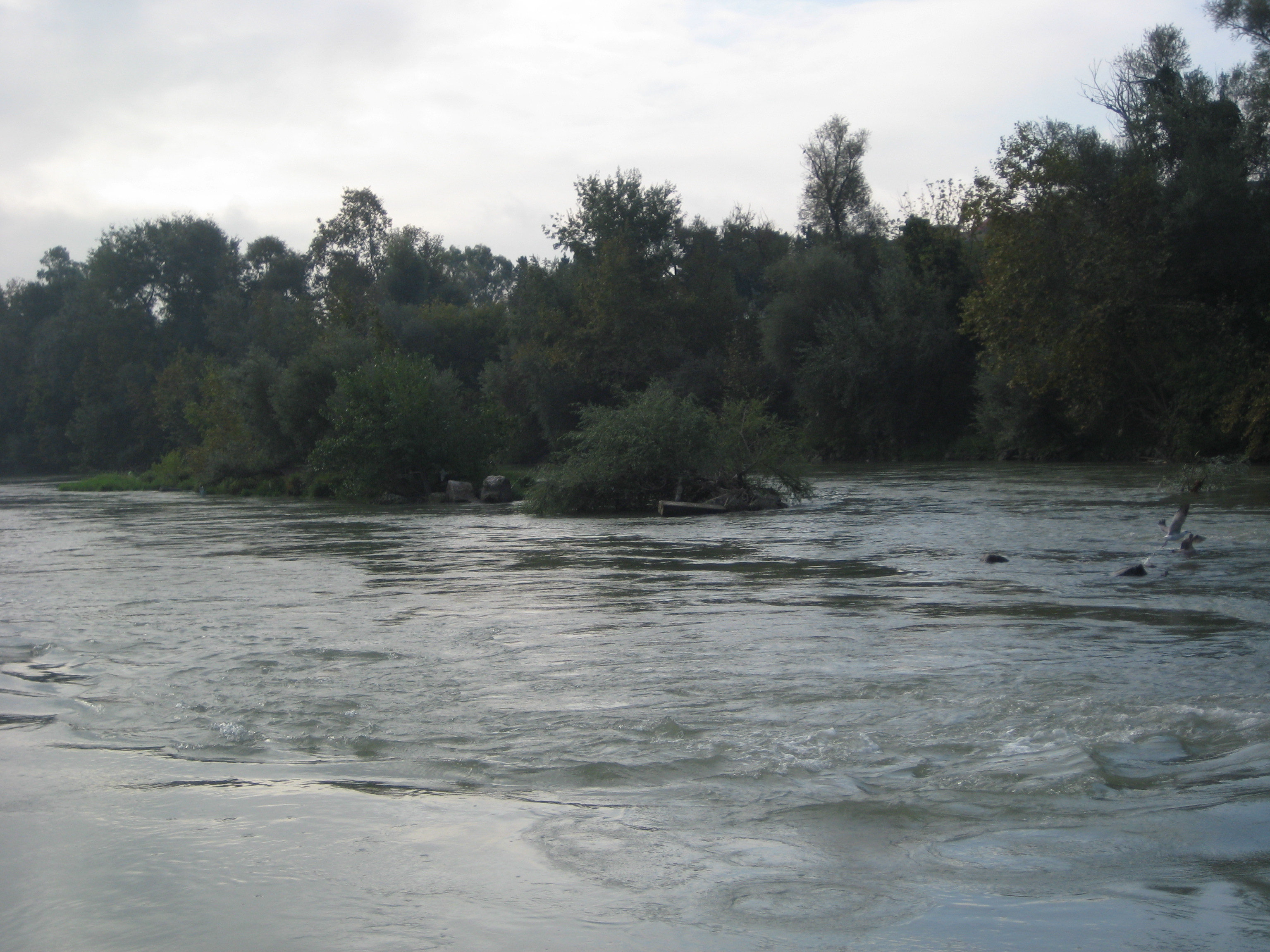
Rio Tibre

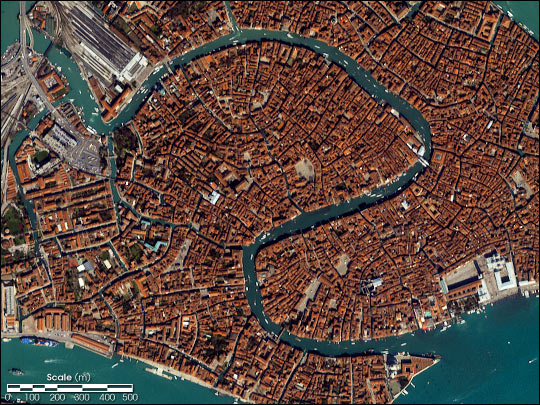
Imagem de satélite do Grande Canal de Veneza (2001)

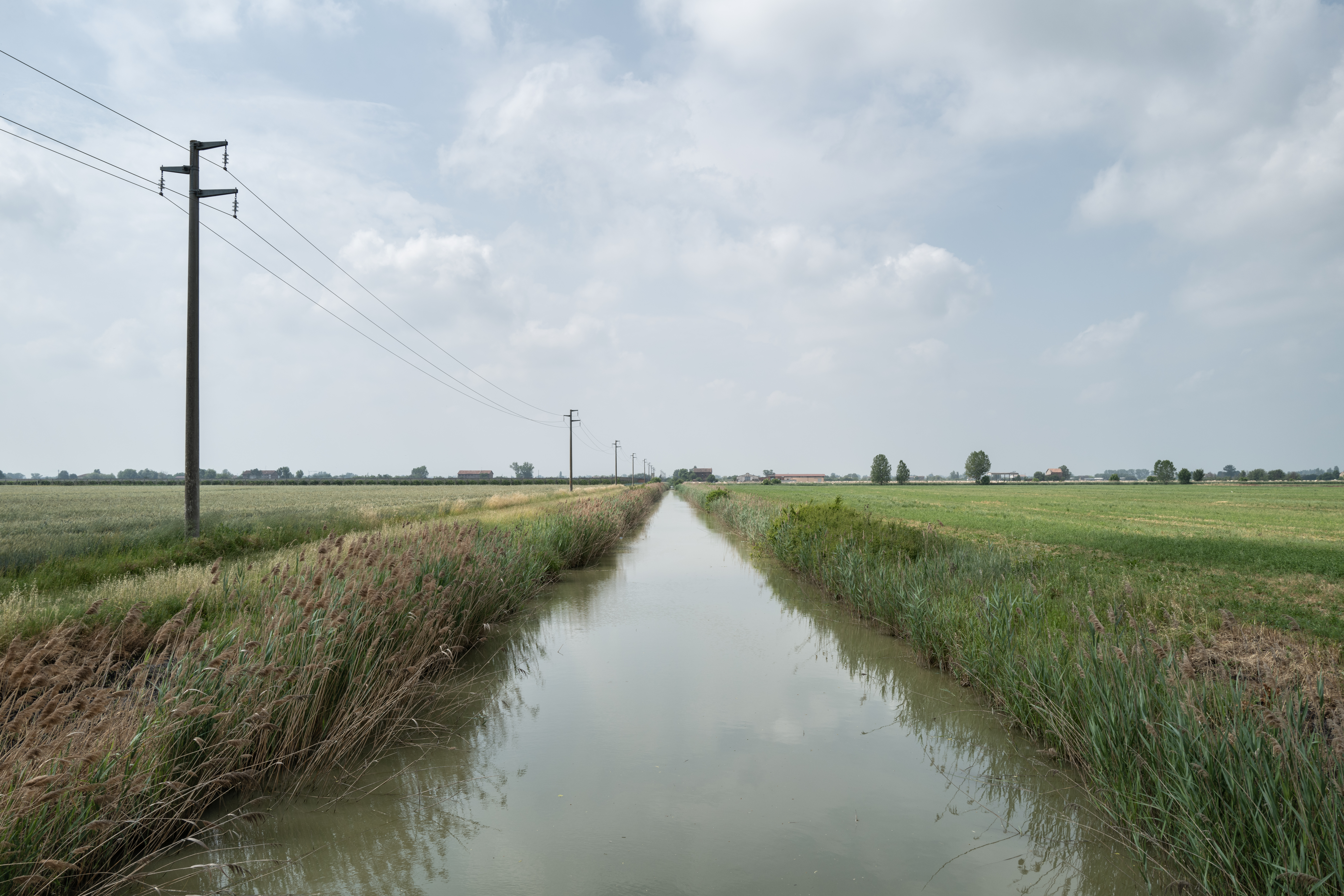
Cavo C.C.A.B.M. - Rio Saliceto, Reggio Emilia, Italia

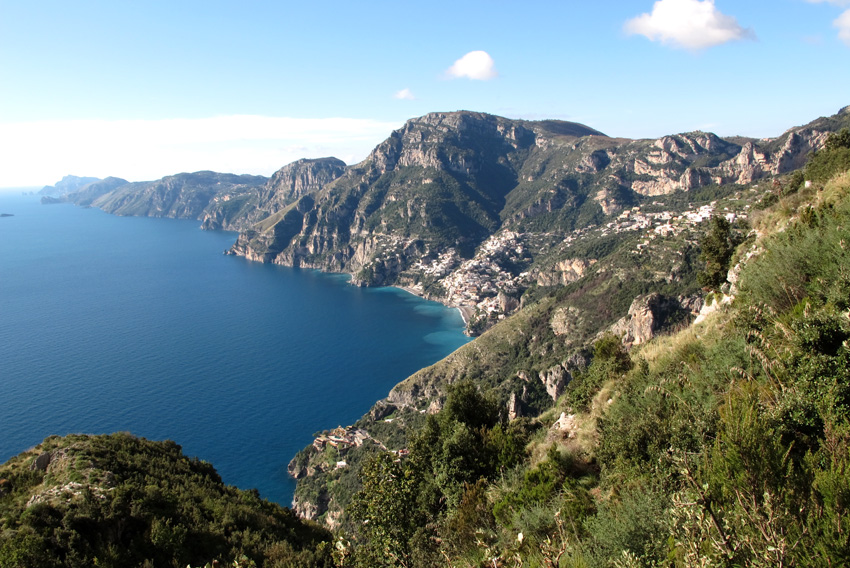
Costa da Itália. Costa de Amalfi em Maiori, vista desde Ravello

A Itália, famosa por sua rica história, arte e gastronomia, também é agraciada com uma hidrografia diversificada e pitoresca que desempenha um papel fundamental na vida cotidiana, na agricultura e no turismo do país.

## Rios
Os rios italianos desempenham um papel vital na vida das comunidades locais, na agricultura e na produção de energia hidrelétrica. Um dos rios mais importantes é o rio Pó, o mais longo da Itália, que se estende por aproximadamente 652 quilômetros, atravessando o norte da península italiana e desaguando no Mar Adriático. O rio Pó e seus afluentes são essenciais para a irrigação das vastas planícies do norte da Itália, conhecidas como Planície Padana, que são algumas das áreas agrícolas mais produtivas do país.
Outro rio significativo é o rio Tibre (Tevere), que flui por cerca de 405 quilômetros, passando por importantes cidades como Roma e desaguando no Mar Tirreno. O Tibre desempenhou um papel crucial na história de Roma, servindo como uma importante via de transporte e abastecendo água para a cidade e suas fontes.
Além do Pó e do Tibre, a Itália é pontilhada por muitos outros rios menores, como o rio Arno, que atravessa Florença, e o rio Adige, que passa por Verona. Esses rios não só fornecem recursos vitais para as comunidades locais, mas também oferecem paisagens deslumbrantes e oportunidades para atividades recreativas, como passeios de barco e pesca.

## Canais
Os canais da Itália formam uma rede aquática que atravessa cidades históricas, campos férteis e paisagens deslumbrantes, oferecendo não apenas uma forma de transporte, mas também uma visão única da rica história e cultura do país. Desde os famosos canais de Veneza até os canais industriais do norte, a Itália é pontilhada por uma variedade de vias navegáveis que desempenham um papel crucial na vida cotidiana e no patrimônio do país.
Quando se fala em canais italianos, a primeira imagem que vem à mente para muitos são os famosos canais de Veneza. Essa cidade única, construída sobre um arquipélago de 118 ilhas, é entrelaçada por uma rede de aproximadamente 150 canais, que servem como as principais vias de transporte para os moradores locais e os milhões de turistas que visitam a cidade a cada ano.
Os canais venezianos, como o Grande Canal (Canal Grande), são pontilhados por palácios elegantes, igrejas majestosas e pontes históricas, proporcionando uma experiência visualmente deslumbrante e culturalmente enriquecedora. Os gondoleiros, com suas gôndolas tradicionais, navegam habilmente pelos estreitos canais, proporcionando aos visitantes uma maneira única de explorar os encantos de Veneza.
Embora muitos associem os canais à Veneza, outras cidades italianas também têm uma rica tradição aquática. Milão, por exemplo, é atravessada pelo Naviglio Grande, um canal construído no século XII para facilitar o transporte de mercadorias e materiais de construção para a cidade. Hoje, o Naviglio Grande é uma área animada, repleta de restaurantes, bares e galerias de arte, onde os moradores locais e os visitantes podem desfrutar de uma atmosfera vibrante ao longo das margens do canal.
Bolonha, conhecida por suas antigas torres medievais e universidade renomada, também possui um sistema de canais históricos que remonta à Idade Média. Embora muitos dos canais originais tenham sido cobertos ao longo dos séculos, ainda é possível encontrar trechos preservados, como o Canal delle Moline, que acrescentam charme e história à paisagem urbana de Bolonha.
No norte da Itália, uma rede de canais industriais desempenhou um papel crucial no desenvolvimento econômico da região desde a época da Revolução Industrial. O Canal Cavour, por exemplo, foi construído no século XIX para ligar o rio Pó ao rio Ticino, facilitando o transporte de mercadorias e impulsionando o crescimento industrial na região do Piemonte.
Além disso, a região da Lombardia é atravessada por uma série de canais que conectam os lagos da região, como o Lago Maggiore e o Lago de Como, ao sistema de rios e canais que se estende por toda a planície do Pó. Esses canais não só desempenham um papel vital na irrigação e na agricultura, mas também proporcionam oportunidades para atividades recreativas, como passeios de barco e pesca.
Os canais da Itália são muito mais do que simples vias navegáveis; eles são testemunhas da rica história, cultura e engenhosidade do povo italiano ao longo dos séculos. Desde os românticos canais de Veneza até os canais industriais do norte, essas vias aquáticas continuam a desempenhar um papel crucial na vida cotidiana e no patrimônio do país, proporcionando aos visitantes uma maneira única de explorar as paisagens e as tradições da Itália.

## Lagos Pitorescos
A Itália é abençoada com uma variedade de lagos deslumbrantes, que atraem turistas de todo o mundo por sua beleza natural e ambiente tranquilo. O Lago de Como, situado na região da Lombardia, é um dos lagos mais famosos e pitorescos da Itália, cercado por colinas verdejantes, vilas encantadoras e imponentes montanhas dos Alpes. O Lago Maggiore, compartilhado pela Itália e pela Suíça, também é uma atração turística popular, com suas ilhas encantadoras e jardins exuberantes.
Outros lagos notáveis incluem o Lago de Garda, o maior da Itália, conhecido por suas águas cristalinas e atividades aquáticas, e o Lago Trasimeno, localizado na região da Úmbria, que oferece um refúgio tranquilo e paisagens deslumbrantes.

## Costas Deslumbrantes
Com mais de 7.600 quilômetros de costa ao longo do Mar Mediterrâneo, do Mar Adriático e do Mar Jônico, a Itália possui algumas das praias mais bonitas da Europa. A Costa Amalfitana, na região da Campânia, é famosa por suas falésias dramáticas, vilas pitorescas e águas azul-turquesa. A ilha da Sicília, no sul da Itália, oferece uma costa variada, com praias de areia dourada, enseadas isoladas e penhascos impressionantes.
Além de seu apelo turístico, as costas italianas desempenham um papel vital na economia do país, facilitando o comércio marítimo, a pesca e o turismo.
A hidrografia da Itália é verdadeiramente diversificada e espetacular, refletindo a rica tapeçaria geográfica e cultural do país. Dos majestosos rios como o Pó e o Tibre aos pitorescos lagos como Como e Maggiore, e às deslumbrantes costas mediterrâneas, a água desempenha um papel vital na vida e na identidade italiana. Explorar a hidrografia da Itália é mergulhar em uma jornada através de paisagens deslumbrantes, história rica e uma cultura vibrante que cativa visitantes e habitantes há séculos.